# زي ديوغو
زي ديوغو هو لاعب كرة قدم برتغالي في مركز نصف الجناح، ولد في 9 فبراير 1994 في بوفوا دي فارزيم في البرتغال. لعب مع AD Fafe ‏.

## وصلات خارجية
- زي ديوغو على موقع قاعدة بيانات كرة القدم.إي يو (الإنجليزية)
- زي ديوغو على موقع Soccerway.com (الإنجليزية)